# زازران
زازِران (زازرون) شهری از توابع شهرستان فلاورجان در غرب اصفهان می‌باشد که به شهرباغ ویلایی و مجموعه باغ اصفهان معروف است. فاصله شهر زازران تا اصفهان ۱۴ کیلومتر است. 
این شهر بخاطر باغات آلبالو به شهر مرواریدهای سرخ معروف است و در مجاورت شهرهای درچه ، قهدریجان، فلاورجان و ولاشان قرار دارد.

## جمعیت
این شهر براساس سرشماری مرکز آمار ایران در سال ۱۳۹۵، جمعیت آن ۷٬۸۶۲ نفر (۲٬۴۵۲خانوار) بوده‌است. و زیر مجموعه بخش فلاورجان می‌باشد.

## [۴]منابع
1. ↑  «خبرگزاری جمهوری اسلامی». بایگانی‌شده از اصلی در ۲۲ اوت ۲۰۱۶. دریافت‌شده در ۴ اوت ۲۰۱۶.
2. ↑  «خبرگزاری پلنا». بایگانی‌شده از اصلی در ۱۶ سپتامبر ۲۰۱۶. دریافت‌شده در ۱۰ اوت ۲۰۱۶.
3. ↑  خبرگزاری ایسنا
4. ↑  «نمایشگاه آلبالو درشهر مرواریدهای سرخ زازران +تصاویر | نیوزفلاورجان،فلاورجان نیوز». دریافت‌شده در ۲۰۲۲-۱۲-۱۷.

- «نتایج سرشماری عمومی نفوس و مسکن ۱۳۸۵». درگاه ملی آمار ایران. بایگانی‌شده از اصلی در ۱ ژانویه ۲۰۱۳. دریافت‌شده در ۱ ژانویه ۲۰۱۳.

1. ↑  «بانوی زازرانی در بدمینتون به مدال نقره رسید. | نیوزفلاورجان،فلاورجان نیوز». دریافت‌شده در ۲۰۲۲-۱۲-۱۷.
2. ↑  «زازران شهر مرواریدهای سرخ بزرگ ترین تولید کننده آلبالو». دریافت‌شده در ۲۰۲۲-۱۲-۱۷.
3. ↑  «سالروز شهادت سردار نبی الله علی عسگریان زازرانی | نیوزفلاورجان،فلاورجان نیوز». دریافت‌شده در ۲۰۲۲-۱۲-۱۷.